# Thomas Bacher (sciatore)
Thomas Bacher (1983) è un ex sciatore alpino austriaco.

## Biografia
Attivo dal novembre del 1996, in Coppa Europa Bacher esordì il 20 febbraio 2001 a Wildschönau in slalom speciale, senza completare la prova, e ottenne il miglior piazzamento il 31 gennaio 2003 a Altenmarkt-Zauchensee in discesa libera (40º), nella sua ultima gara nel circuito. Si ritirò al termine di quella stessa stagione 2002-2003 e la sua ultima gara fu un supergigante FIS disputato il 13 aprile a Innerkrems, chiuso da Bacher al 34º posto; non debuttò in Coppa del Mondo né prese parte a rassegne olimpiche o iridate.

## Palmarès

### Campionati austriaci
- 1 medaglia:
  - 1 bronzo (combinata nel 2002)